# Großfahner
Großfahner é um município da Alemanha localizado no distrito de Gota, estado da Turíngia.  Pertence ao Verwaltungsgemeinschaft de Fahner Höhe.